# Xian de Jinyun

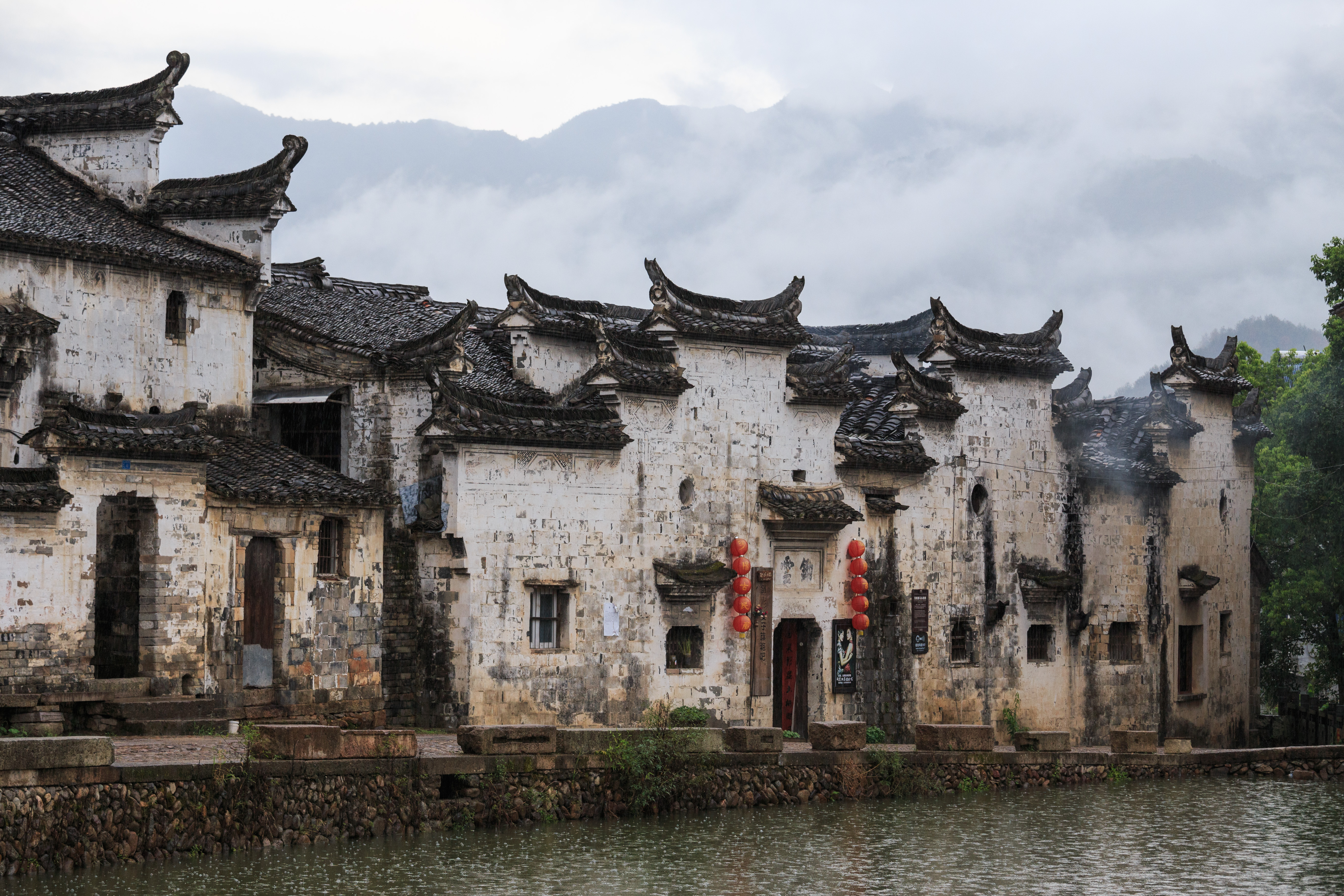
Le village de Heyang dans le Jinyun sous la pluie. Septembre 2017.

Le xian de Jinyun (缙云县 ; pinyin : Jìnyún Xiàn) est un district administratif de la province du Zhejiang en Chine. Il est placé sous la juridiction administrative de la ville-préfecture de Lishui.

## Démographie
La population du district était de 434 780 habitants en 1999.